# Здание Иркутской духовной семинарии (с 1846 г.)
Здание Иркутской духовной семинарии (ныне Институт развития образования Иркутской области) — историческая постройка середины XIX века, находящаяся в Правобережном округе Иркутска.

## История
25 июня 1839 года состоялась закладка фундамента здания. К тому дню уже была произведена выкопка рвов. По окончании строительства, 8 декабря 1846 года здание было освящено Нилом, епископом Иркутским, Нерчинским и Якутским. В том же месяце семинария разместилась в новом доме. Проект здания составил архитектор А. В. Васильев.
21 апреля 1864 года в здании семинарии состоялось освящение домовой церкви во имя Сошествия Святого Духа на Апостолов. 24 июня (6 июля) 1891 года семинарию посетил цесаревич Николай Александрович, будущий император Николай II. В домовой церкви наследник выслушал краткое молебное пение, после чего посетил семинарскую библиотеку. По выходе из здания цесаревич был провожён криками «ура» от выстроившихся у парадного входа семинаристов. В 1901 году в семинарии произошла забастовка против «произвола начальства», и с 1 марта она была закрыта на 8 месяцев. Учащиеся выпускали рукописный журнал «Забастовка», была создана касса взаимопомощи, среди населения собирали средства в пользу неимущих учащихся. В итоге волнений в семинарии сменился ректор, архимандрит Алипий, а многие запреты получили послабления. 23 января 1918 года Иркутская духовная семинария была упразднена и преобразована в гимназию. После взятия Иркутска белыми семинария реорганизуется. И вновь упраздняется в начале 1920 года советской властью, установившейся в городе в январе. В 1921 году здание перешло детскому дому им. М. Горького, который просуществовал шесть лет. Затем в нём располагались некоторые образовательные учреждения. С 2009 года здесь находится Институт развития образования Иркутской области, сменивший профессиональный лицей № 46.